# Arnold (biskup lubuski)
Arnold (zm. między 1191 a 1198) – benedyktyn, opat Mogilna, a następnie biskup lubuski. W 1191 uczestniczył w konsekracji kolegiaty sandomierskiej. Jego imię pojawia się także na dwóch falsyfikatach opatrzonych datami rocznymi 1103 i 1176.